# Artemisia (album)
Artemisia is het tweede album van Sun Caged, uitgebracht in 2007 door Lion Music.

## Track listing
1. "Lyre's Harmony" − 7:22
2. "A Fair Trade" − 6:26
3. "Unborn" − 6:27
4. "Blood Lines" − 9:30
5. "Painted Eyes" − 4:26
6. "Engelbert the Inchworm" − 4:36
7. "Afraid to Fly" − 7:09
8. "Dialogue" − 8:24
9. "Departing Words" − 8:05
10. "Doldrums" − 7:32

## Band
- Paul Adrian Villarreal - Zanger
- Marcel Coenen - Gitarist
- Roel Vink - Bassist
- Rene Kroon - Toetsenist
- Roel Van Helden - Drummer